# NGC 4441
NGC 4441 é uma galáxia espiral barrada (SB0-a) localizada na direcção da constelação de Draco. Possui uma declinação de +64° 48' 08" e uma ascensão recta de 12 horas, 27 minutos e 20,2 segundos.
A galáxia NGC 4441 foi descoberta em 20 de Março de 1790 por William Herschel.